# Župnija Podlipa
Župnija Podlipa je rimskokatoliška teritorialna župnija dekanije Vrhnika nadškofije Ljubljana.